# Hellraiser (película de 2022)
Hellraiser (titulada como Hellraiser: Ella en Hispanoamérica) es una película de terror estadounidense dirigida por David Bruckner, con un guion escrito por Ben Collins y Luke Piotrowski, a partir de una historia de David S. Goyer. Con la intención de servir como reinicio de la película homónima de Clive Barker de 1987 y la undécima entrega general de la franquicia Hellraiser. La película estará protagonizada por Odessa A'zion y Jamie Clayton. El proyecto es una coproducción entre Spyglass Entertainment y Phantom Four Films.
Hellraiser tuvo su estreno mundial en Fantastic Fest el 28 de septiembre de 2022 y fue lanzado por Disney Platform Distribution a través de transmisión exclusivamente en Hulu como una película original el 7 de octubre en Estados Unidos. Para Latinoamérica la película fue distribuida por Paramount Home Entertainment a través de diversas plataformas digitales.

## Argumento
Por encargo del hedonista millonario Roland Voight, Serena Menaker, su abogada, se reúne en Belgrado con un misterioso hombre que, a cambio de una fuerte suma de dinero, le hace entrega de una peculiar reliquia que el millonario ha buscado hace tiempo. Poco después, durante una fiesta en la mansión de Voight en Massachusetts, un muchacho llamado Joey es convencido por Voight para que descifre una caja de rompecabezas mecánica. Cuando Joey resuelve la configuración es apuñalado en la mano por una cuchilla escondida dentro de la caja, luego se abre un portal del que salen cadenas que lo destrozan, mientras Voight exige una audiencia con Leviatán.
Seis años después, Riley McKendry, una adicta en recuperación, vive con su hermano Matt, su novio Colin y su compañera de cuarto Nora. El novio de Riley, Trevor, la convence de entrar en un almacén abandonado, donde descubren la caja del rompecabezas. Al regresar a casa, Riley discute con Matt cuando descubre que ha recaído y en el calor de la discusión la echa del departamento. Riley va a un parque vacío y, bajo el efecto de las drogas, resuelve la caja pero evita ser cortada por la cuchilla. En el lugar se manifiestan los cenobitas, un grupo de humanoides deformados a través de mutilaciones extremas, y el sumo sacerdote del grupo se muestra molesto porque al no haber sido herida por la caja evitó que la puedan reclamar, pero señala que ahora se convertirá en un medio para conseguir otra víctima.
Sintiéndose culpable, Matt se dirige al patio de recreo donde encuentra a Riley inconsciente. Mientras intenta despertarla, accidentalmente se corta con la caja y va a un baño cercano para limpiar la herida, lugar donde desaparece sin dejar rastro. Al mismo tiempo, su hermana atestigua cómo la caja se reconfigura y pasa de una forma cúbica a una dodecagonal. Riley, Colin y Nora dan aviso a las autoridades, pero la policía señala que ha pasado muy poco tiempo para considerar a Matt desaparecido, especialmente tomando en cuenta que el testimonio de la muchacha es poco fiable por estar bajo el efecto de las drogas. 
Sospechando que la caja causó la desaparición, Riley se reúne con Trevor y descubren que Serena Menaker fue quien la había escondido en el almacén. Serena, actualmente enferma de cáncer terminal, comenta que era la encargada de llevar a cabo tareas dudosas para Voight, quien se presume muerto ya que se vio involucrado hace seis años en un incidente nefasto del que se niega a dar detalles, pero cuando se da cuenta de que Riley resolvió la caja, intenta quitársela y durante el forcejeo la cuchilla la hiere. Después de que Riley y Trevor se van, los cenobitas se la llevan y la caja se reconfigura adquiriendo una nueva apariencia.
Investigando con base en los comentarios de Serena, Riley localiza la mansión de Voight y allí encuentra sus diarios sobre la caja, enterándose de que tiene múltiples configuraciones: la primera es el cubo, llamada a La Configuración del Lamento, que representa "Vida"; la segunda es La Configuración de Lore que representa "Conocimiento"; la tercera es La Configuración de Lauderant y representa "Amor"; la cuarta es La Configuración de Liminal que representa "Sensación"; la quinta es La Configuración de Lázaro y representa "Resurrección"; finalmente la última es La configuración de Leviatán que representa "Poder". Cada vez que alguna de estas formas es resuelta la cuchilla integrada corta al individuo marcándolo como una víctima que los cenobitas pueden reclamar y con ello la caja pasa a su siguiente forma; al completarse las seis secuencias, el poseedor recibe un "regalo" de Leviatán, el dios que gobierna el plano de los cenobitas y al que estos adoran. 
Trevor, Colin y Nora llegan para llevar a Riley a casa y mientras ella le explica a Colin lo que había encontrado, Nora descubre un pasaje secreto en los muros de la mansión, donde es encerrada por un desconocido que roba la caja, resuelve la siguiente forma y la apuñala con ella. El grupo intenta llevarla a un hospital en la camioneta de Trevor, pero los cenobitas abren un portal dentro del vehículo y desuellan viva a Nora, lo que provoca que choquen la camioneta. Al salir del vehículo, Riley se encuentra con El Sumo Sacerdote, quien le exige que termine las dos últimas configuraciones del rompecabezas y, como forma de presionarla, la hiere con la caja, señalando que ahora es inevitable que se sacrifique a sí misma o a otros dos. Tras esto, un cenobita comienza a perseguirlos, hiriendo a Trevor en el proceso, por lo que Riley resuelve la siguiente configuración y apuñala a la criatura, siendo aceptada por el sumo sacerdote como la siguiente víctima.
El grupo regresa a la mansión y se da cuenta de que hay puertas de acero diseñadas para contener a los cenobitas. Después que Riley y Colin dejan a Trevor en una habitación para que descanse, se presenta el hombre que atacó a Nora, revelando que es Voight, quien se muestra desfigurado por un enorme mecanismo que atraviesa su pecho. Ambos discuten ya que Voight señala que Trevor no ha hecho correctamente su trabajo al involucrar a Riley, pero el joven argumenta que a pesar de todo el plan no se ha arruinado. 
Riley y Colin deciden aprovechar la capacidad de la mansión para repeler a los cenobitas para atraer a uno, separarlo del grupo, atraparlo en el interior y usarlo como el último sacrificio. Aunque el plan resulta, Voight aparece en el último momento y apuñala a Colin con la caja, posteriormente revela que, debido a su vida hedonista, para él todas las formas de placer perdieron su novedad, por lo que completó los sacrificios y como recompensa escogió "Liminal", pidiendo conocer nuevas sensaciones. Lamentablemente, no contaba con que la idea de placer y dolor de los cenobitas es radicalmente diferente a la de los humanos y su recompensa consistió en un artilugio que le fue incrustado en su cuerpo para torcer sus terminaciones nerviosas, dejándolo en agonía constante. Ahora, su objetivo es completar nuevamente las configuraciones para exigir que le retiren el dispositivo, así fue que contrató a Trevor para que buscara víctimas que sacrificar.
Riley recupera la caja y abre las puertas de acero para dejar a Voight a merced del Sumo Sacerdote, permitiendo accidentalmente que una cenobita acorrale a Colin; la criatura explica a la joven que cuando algo es dado no puede ser retirado, solo intercambiado, por lo que Riley apuñala a Trevor con la caja, marcándolo como el nuevo sacrificio final, que es arrastrado al infierno. Al mismo tiempo, el Sumo Sacerdote usa el mismo argumento para explicar a Voight que no se puede retirar un regalo dado, pero sí cambiarlo por otro. Ante esto, el hombre elige "Poder" y se libera de su artilugio curándose momentáneamente hasta que una gran cadena lo atraviesa y lleva al infierno, mientras El Sumo Sacerdote señala que ellos poseen poder absoluto en su plano de existencia, por lo que ahora será llevado allí.
Riley se acerca a los cenobitas con la caja y El Sumo Sacerdote intenta convencerla de resucitar a Matt, pero ella se niega ya que ha comprendido que sus regalos siempre implican una consecuencia nefasta. El sumo sacerdote acepta esta decisión señalando que, como ha optado seguir con su vida, con ello ha elegido "Lamento", cuya consecuencia nefasta es tener que vivir el resto de su vida con la culpa de las pérdidas que sus acciones provocaron. A pesar de todo, señala que es la configuración que ofrece el menor y más breve sufrimiento, tras lo cual la caja vuelve a su estado original y los cenobitas desaparecen. Cuando Riley y Colin abandonan la mansión, Colin le pregunta si cree que tomó la decisión correcta; cosa que efectivamente Riley es incapaz de responder. 
Mientras tanto, en el infierno, Voight sufre las consecuencias de su nuevo deseo, siendo sometido a una brutal transformación por medio de laceraciones y mutilación que lo convierten en un nuevo Cenobita.

## Reparto
- Odessa A'zion como Riley McKendry.[3]
- Jamie Clayton como El Sumo Sacerdote.[4][2]
- Adam Faison como Colin.
- Drew Starkey como Trevor.
- Brandon Flynn como Matt McKendry.
- Aoife Hinds como Nora.
- Jason Liles como el cenobita castañeteante.
- Yinka Olorunnife como la cenobita lamentante.
- Zachary Hing como el cenobita asfixiado.
- Selina Lo como la cenobita jadeante.
- Vukasin Jovanovic como el cenobita careta.
- Gorica Regodic como la cenobita madre.
- Kit Clarke como Joey Coscuna.
- Goran Višnjić como Roland Voight.
- Hiam Abbass como Serena Menaker.

## Producción

### Desarrollo
En octubre de 2006, Clive Barker anunció a través de su sitio web oficial que escribiría el guion de una próxima versión de la película original, que sería producida por Dimension Films. Se había planeado que el director francés Pascal Laugier dirigiría la película, pero luego fue retirado del proyecto debido a discrepancias creativas con los productores.
En octubre de 2013, Barker anunció que dirigiría y escribiría la película; Doug Bradley iba a regresar en su papel de Pinhead. Un año después, Barker declaró que se completó un segundo borrador del guion y describió la película como una nueva versión «muy suelta» de la película original, pero dijo que es posible que no la dirija. En marzo de 2017, a través de Twitter, Barker dijo que «el guion de la película fue escrito y entregado a Dimension hace años. Eso fue lo último que alguien escuchó hasta que surgió la noticia de una secuela». Después del exitoso lanzamiento de la secuela de terror Halloween de 2018, Miramax Films confirmó que estaba considerando comenzar la producción de nuevas entregas de la franquicia Hellraiser.

### Preproducción
En mayo de 2019, Gary Barber anunció que Spyglass Entertainment desarrollaría una nueva versión de Hellraiser que sería escrita y coproducida por David S. Goyer. En abril de 2020, se informó que David Bruckner dirigiría la nueva versión, con Ben Collins y Luke Piotrowski escribiendo el guion después de haber colaborado previamente con Bruckner en The Night House (2020) en la que también produjo Goyer. En junio de 2021, se informó que Odessa A'zion fue elegida para el papel principal. En una entrevista de julio de 2021 con Entertainment Weekly, se reveló que los productores de la película le dieron una audición al artista drag queen Gottmik para el papel de Pinhead, después de que este mostrara un atuendo inspirado en el personaje durante una pasarela para el programa de RuPaul's Drag Race, pero fue rechazado por no parecer lo «suficientemente amenazante».

### Rodaje
En septiembre de 2021, Goyer anunció que el equipo de producción estaba «en medio» de la filmación, lo que confirmó que había comenzado la fotografía principal. En octubre de 2021, después de que terminó la filmación, se reveló que Jamie Clayton había interpretado a Pinhead, mientras que Brandon Flynn, Goran Višnjić, Drew Starkey, Adam Faison, Aoife Hinds, Selina Lo y Hiam Abbass se agregaron al elenco de apoyo.

## Lanzamiento
Hellraiser tuvo su estreno mundial en el Fantastic Fest en Austin, Texas, el 28 de septiembre de 2022. Se proyectó también en el Beyond Fest en Santa Mónica, California, el 4 de octubre de 2022. La película se estrenó en los Estados Unidos por Disney Platform Distribution a través de transmisión exclusivamente en Hulu el 7 de octubre de 2022, como una película original de Hulu. En Hispanoamérica, la película fue distribuida por el estudio Paramount Pictures como una cinta exclusiva de formato VOD para su venta y renta a través de plataformas digitales como Google TV o Itunes a partir del 25 de enero de 2023 y bajo el título de Hellraiser: Ella.